# Rapir
Rapir (även rappir) är en stötvärja som har en rak, lång och smal, ofta prylformig klinga och som ofta har en skålformig parerplåt som omsluter handen. Klingan kan ha tre- eller fyrkantigt tvärsnitt och vara antingen böjlig och fjädrande eller också styv. Rapiren användes under 1500- och 1600-talen främst som fäktvapen och användes då ofta tillsammans med vänsterhands- (parer-)dolken.   

## I populärkultur
I tv-spelet Soul Calibur II använder karaktären Raphael rapir.